# Embalse de La Fernandina
El embalse de La Fernandina es un pantano situado en los términos municipales de Carboneros, La Carolina y Vilches, dentro de la  provincia de Jaén. Sus principales afluentes son el río Guarrizas y el Despeñaperros. Tiene una capacidad de almacenamiento de 244,5 hm³, siendo el quinto embalse de la provincia de Jaén en cuanto a capacidad.

## Usos
Sus usos son:
- abastecimiento de agua potable a localidades como Linares, La Carolina, Vilches y otras localidades del entorno,[1]
- producción de electricidad (unos 4950 kW instalados),
- riego,
- recreativos (pesca, baño, pícnic, navegación y deportes náuticos),[5][6]

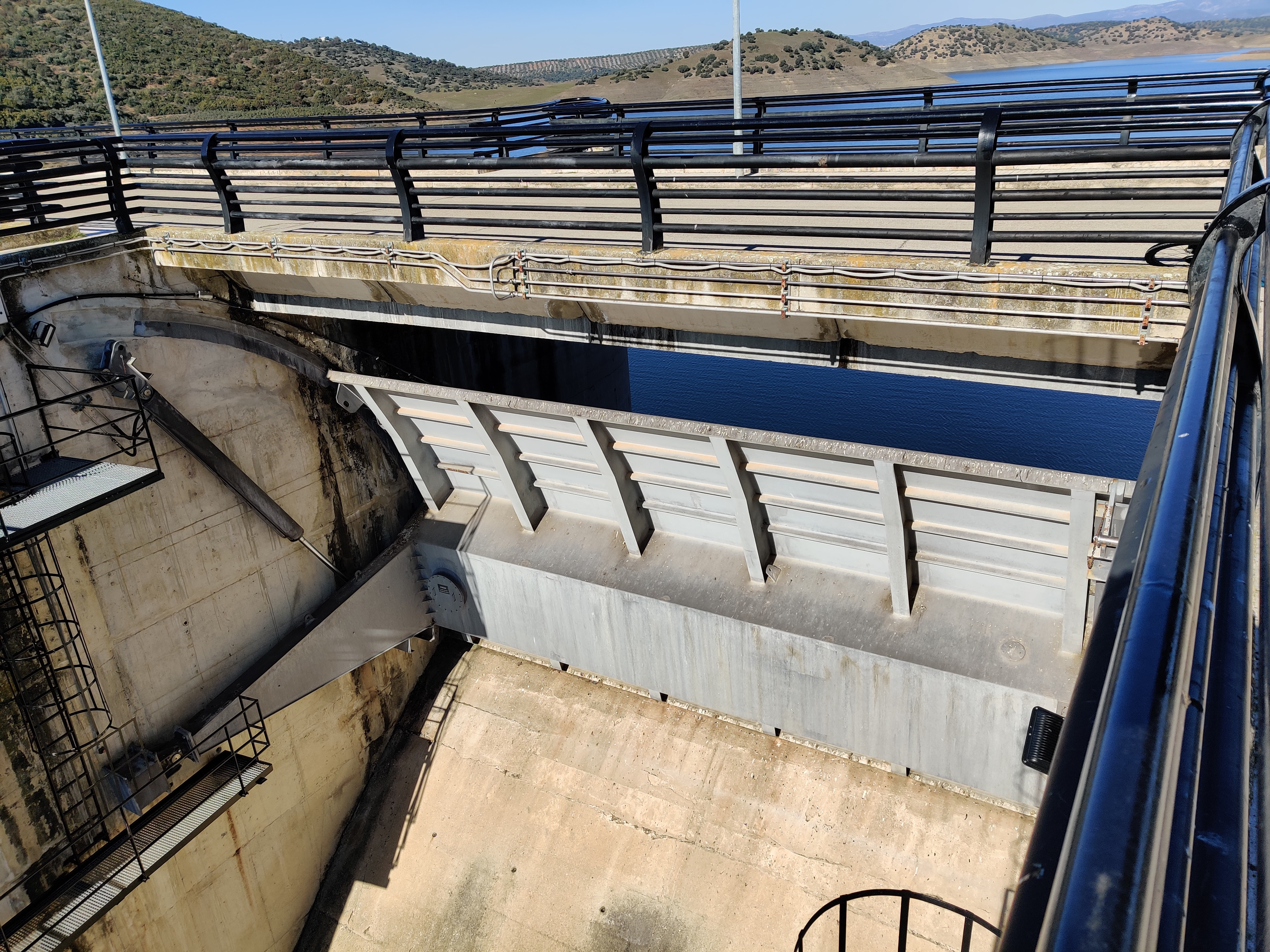
Detalle de los aliviaderos de tipo compuerta de la presa.

- mantenimiento de caudal ecológico.

## Entorno natural
El entorno del embalse se ubica en plena Sierra Morena Oriental, en un paisaje de colinas de pendientes medias, en las que predomina geológicamente la roca metamórfica (pizarra).
Bajo las aguas del pantano se encuentran las galerías inundadas de la mina de galena de los Palazuelos, ya explotada incluso en época prerromana.
La flora está compuesta principalmente por matorral denso y disperso (retama, jara y romero, entre otros) y pastizal, junto con arbolado (encinas, chaparros, etc.), así como ciertas parcelas de olivar y zonas urbanizadas.
Con respecto a la fauna, en el entorno habitan diversas especies catalogadas de interés, tales como mamíferos (conejo, liebre), aves (paseriformes como el zorzal, jilguero, etc.) o reptiles (lagartija y lagarto ocelado, culebra de escalera).
En cuanto a las especies de pesca, destacan el barbo, la carpa, el black bass y el lucio.

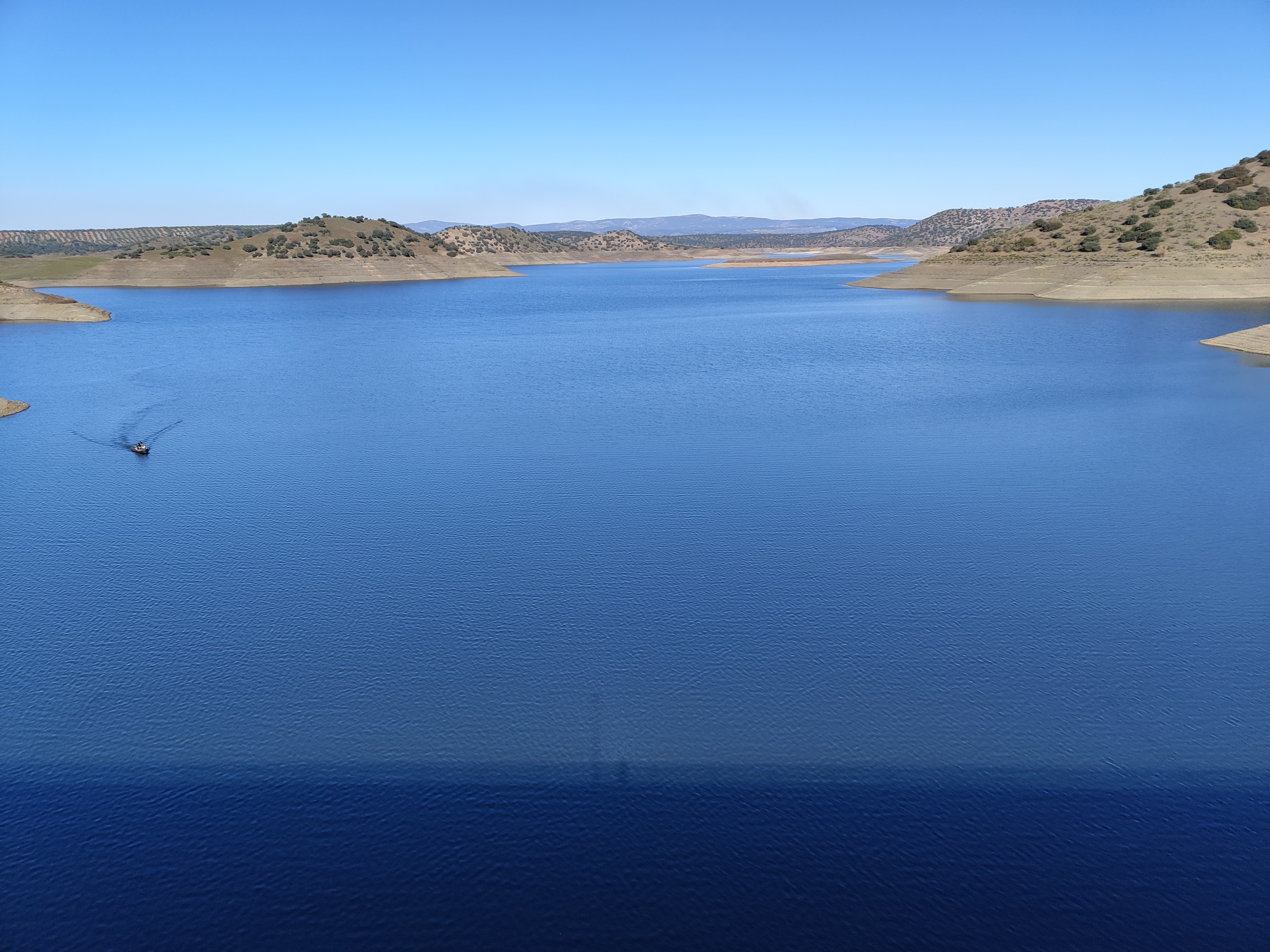
Masa de agua del embalse de la Fernandina.